# Kayō (Okayama)
Kayō (陽町 Kayō-chō?) fue un pueblo situado en el distrito de Jōbō, Prefectura de Okayama, Japón. En 2004 se fusionó con el pueblo de Kamogawa para formar el pueblo de Kibichūō.
En el 2003, la ciudad tenía una población estimada de 8.188 habitantes y una densidad de 64,18 habitantes por km². El área total era de 127,58 km².